# Caetano Veloso (1968)
Caetano Veloso è un album in studio eponimo del cantautore brasiliano Caetano Veloso, pubblicato nel 1968.

## Tracce
Testi e musiche di Caetano Veloso, eccetto dove indicato.

Side 1
1. Tropicália – 3:40
2. Clarice (Veloso, José Carlos Capinam) – 5:31
3. No Dia em que Eu Vim-Me Embora (Veloso, Gilberto Gil) – 2:26
4. Alegria, Alegria – 2:43
5. Onde Andarás? (Veloso, Ferreira Gullar) – 1:55
6. Anunciação (Veloso, Rogério Duarte) – 2:01

Side 2
1. Superbacana – 1:28
2. Paisagem Útil – 2:35
3. Clara (feat. Gal Costa) (Veloso, Perinho Albuquerque) – 2:43
4. Soy loco por ti, América (Gil, Capinam) – 3:40
5. Ave-Maria – 2:06
6. Eles (Veloso, Gil) – 4:40